# دهستان ساریگل
دهستان ساریگل، یکی از دهستان‌های بخش بام شهرستان بام و صفی‌آباد در استان خراسان شمالی ایران است. مرکز این دهستان، روستای دهنه اجاق است.

## جمعیت
بر پایه سرشماری عمومی نفوس و مسکن در سال ۱۳۹۵، جمعیت دهستان ساریگل برابر با ۳٬۱۳۰ نفر بوده‌است.